# Pettinatura

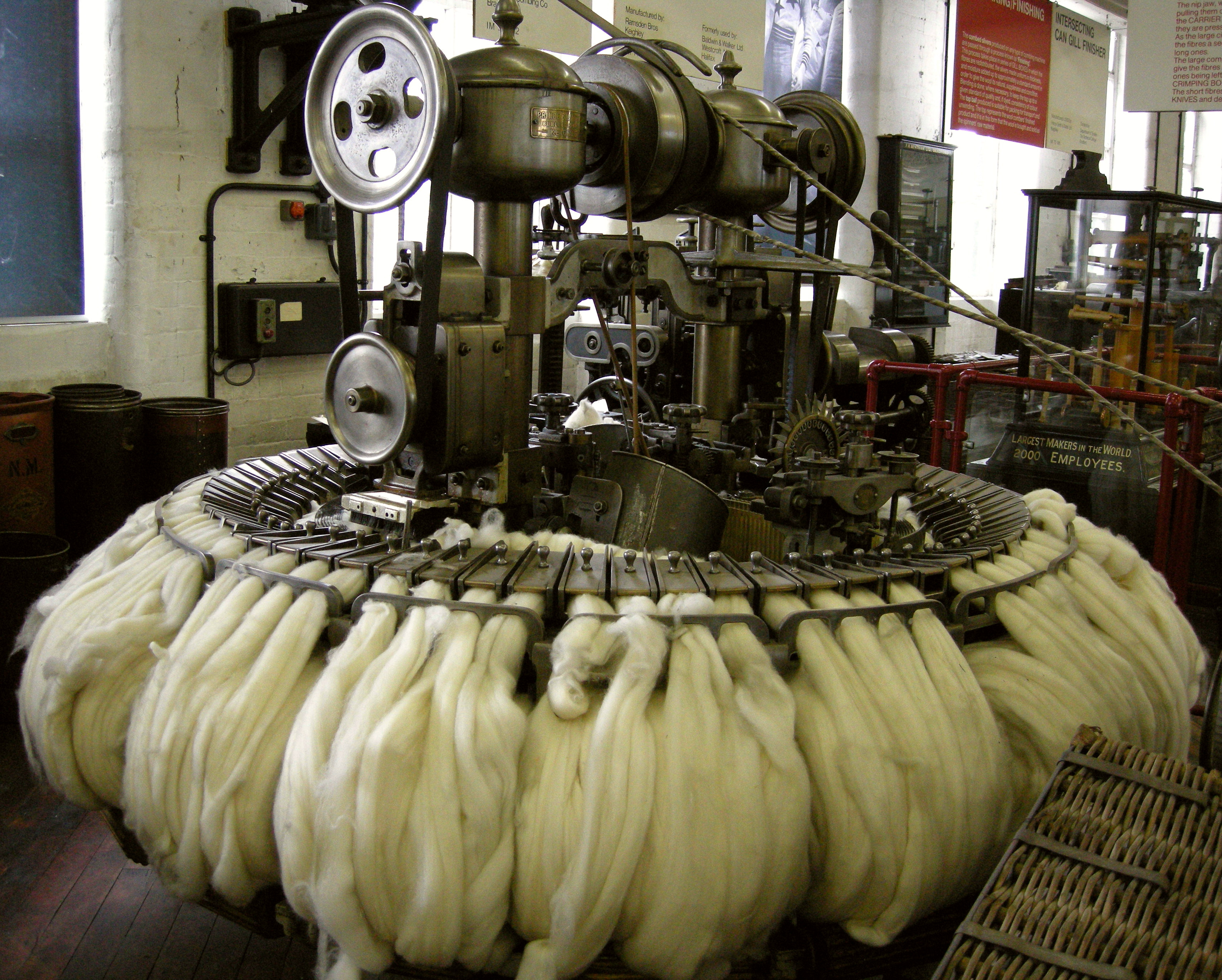
Un'antica macchina per pettinatura (Bradford Industrial Museum, Bradford, Inghilterra).

La pettinatura o parallelizzazione è una fase di lavorazione nel ciclo della filatura. Consiste nell'ordinare le fibre tessili dopo che sono state cardate. Si applica al nastro cardato, per fibre lunghe, principalmente di cotone e lana.

## Scopo
La pettinatura ha due scopi:
- Selezione della lunghezza delle fibre, con l'eliminazione di quelle corte[2].
- Orientamento delle fibre in una direzione, nel senso della lunghezza del nastro, quella in cui si costruirà il filo.

Applicando la pettinatura si ottiene un filato, chiamato pettinato, di alta qualità, con poca peluria, adatto alla realizzazione di tessuti pregiati detti a loro volta pettinati, di mano asciutta e liscia come la gabardina o il fresco lana.

## Finissaggio
Pettinatura è un tipo di finissaggio tessile che si effettua su pezze finite di panno dopo la garzatura. La garzatura estrae il pelo dalla superficie di un tessuto follato e la pettinatura indirizza il pelo in una direzione, per agevolare lo sgocciolamento dell'acqua aumentandone l'impermeabilità come nel loden.